# Celerimensura
La celerimensura è una tecnica topografica, portata avanti dall'ingegnere italiano Ignazio Porro, che consiste nel rilevare le misure di un terreno (distanze) tramite strumenti ottici e una serie di operazioni matematiche, in modo da ridurre al minimo le operazioni manuali sul terreno. Il nome deriva dalla speditezza delle operazioni. Nel rilievo topografico classico, ovvero effettuato con il teodolite, è buona norma eseguire due letture coniugate sul cerchio azimutale allo scopo di eliminare vari errori (fra i quali il temuto errore di non verticalità dell'asse principale - ma la regola di Bessel CS e CD non corregge l'errore di verticalità!) e calcolarne la media, assumendola come valore più attendibile; ciò aumenta sensibilmente il tempo per il rilievo. Nella celerimensura, invece, si fa una lettura solamente nella posizione C.S. (cerchio a sinistra), ovvero nella posizione dove il cerchio zenitale si trova alla sinistra del cannocchiale.
Il metodo, per la sua strumentazione di bassa precisione e la poca accuratezza nel fare le letture, si limita ai rilievi di dettaglio e soprattutto appoggiandosi a punti già noti.

## Misura delle distanze
Oggi in topografia si usano quasi sempre gli strumenti elettronici che, oltre ad avere una precisione maggiore rispetto agli strumenti ottici tradizionali quali tacheometro e teodolite (ottico), hanno anche ridotto i tempi di rilevazione.

### Tramite strumenti ottici

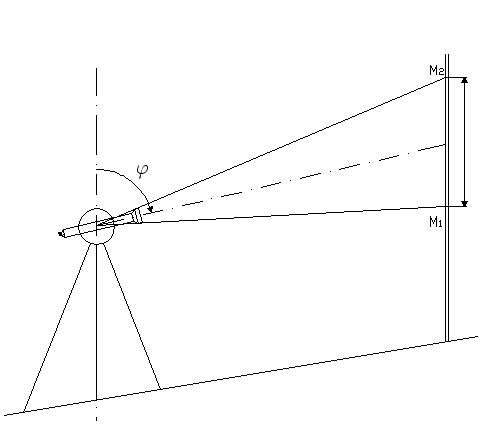
Misura indiretta della distanza con il teodolite.

Per misurare distanze indirettamente con l'uso di strumenti ottici, si usano una barra di altezza variabile (2, 3 o 4 m), graduata, chiamata stadia, e uno strumento ottico (un cannocchiale astronomico, a lunghezza costante o variabile, o un teodolite).
La formula principale per calcolare la distanza con il cannocchiale a lunghezza costante è:
{\displaystyle KSsin^{2}\varphi }
dove K è la costante distanziometrica (di solito è uguale a 100) del cannocchiale, S è l'intervallo di stadia ({\displaystyle M_{1}M_{2}}) e {\displaystyle \varphi } l'angolo zenitale.
Dopo aver trovato questa distanza (inclinata) si passerà facilmente alle coordinate piane tramite semplici calcoli matematici.

### Tramite strumenti elettronici
La misura delle distanze tramite strumenti elettronici avviene mediante distanziometri a onde, corredati da appositi prismi per la riflessione delle onde. La celerimensura con questa modalità ha ridotto ancora di più i tempi per il rilievo di dettaglio, aggiunto al fatto che si ottiene una precisione ancora maggiore e la prevenzione contro errori accidentali.

### Tramite GPS
La celerimensura con strumentazione GPS consente di ottenere facilmente le coordinate tridimensionali dei punti di dettaglio usando il rilievo statico rapido, con tempi di acquisizione di circa 1 minuto per ogni punto e un rate pari a circa 2 secondi.